# Stevensville (Montana)
Stevensville es un pueblo ubicado en el condado de Ravalli en el estado estadounidense de Montana. En el Censo de 2010 tenía una población de 1809 habitantes y una densidad poblacional de 700 personas por km². Se encuentra al oeste del estado, junto a la frontera con Idaho. 

## Geografía
Stevensville se encuentra ubicado en las coordenadas 46°30′26″N 114°5′19″O / 46.50722, -114.08861. Según la Oficina del Censo de los Estados Unidos, Stevensville tiene una superficie total de 2,58 km², de la cual 2,54 km² corresponden a tierra firme y (1.7%) 0,04 km² es agua.

## Demografía
Según el censo de 2010, había 1809 personas residiendo en Stevensville. La densidad de población era de 699,86 hab./km². De los 1809 habitantes, Stevensville estaba compuesto por el 96.02% blancos, el 0.06% eran afroamericanos, el 1% eran amerindios, el 0.39% eran asiáticos, el 0% eran isleños del Pacífico, el 0.55% eran de otras razas y el 1.99% pertenecían a dos o más razas. Del total de la población el 3.43% eran hispanos o latinos de cualquier raza.